# Березівське газоконденсатне родовище
Березівське газоконденсатне родовище — належить до Талалаївсько-Рибальського нафтогазоносного району Східного нафтогазоносного регіону України.

## Опис
Розташоване в Харківській області на відстані 15 км від м. Краснокутськ.
Знаходиться в центральній частині приосьової зони Дніпровсько-Донецької западини в межах Котелевсько-Березівського структурного валу.
Структура виявлена в 1961-62 рр. Родовище пов'язане з Березівським і Західно-Березівським склепіннями, які є асиметричними брахіантикліналями північно-західного простягання; розміри по ізогіпсі Березівського склепіння — 4575 м 3,3х1,5 м, амплітуда 85 м, а Західно-Березівського — 3,7х2,2 м, амплітуда 140 м. Склепіння порушені поздовжніми скидами. Виявлені дві газоносні товщі: серпуховська (верхня) та візейська (нижня).
Перший промисловий приплив газу та конденсату отримано в 1979 р. з серпуховських відкладів з інт. 4635-4646 м. Колектори — пісковики.
Поклади пластові, склепінчасті, тектонічно екрановані та літологічно обмежені.
Експлуатується з 1982 р. Режим Покладів газовий. Запаси початкові видобувні категорій А+В+С1 — 27125 млн. м³ газу; конденсату — 2985 тис. т.